# Unter den tausend Laternen
Unter den tausend Laternen è un film del 1952 diretto da  Erich Engel.